# Басел Жради
Басел Закария Жради (на арабски: أباسل زكريا جرادي,) е ливански футболист, който играе като нападател за тайландския Бангкок Юнайтед и националния отбор на Ливан. 

## Успехи

### Отборни
Стрьомсгодсет (Драмен)
- Елитсериен
  - Вицешампион (1): 2015

 Аполон (Лимасол)
- Кипърска първа дивизия
  - Шампион (1): 2021/22
  - Суперкупа (1): 2022